# Tachina dispartita
Tachina dispartita är en tvåvingeart som beskrevs av Walker 1853. Tachina dispartita ingår i släktet Tachina och familjen parasitflugor. Inga underarter finns listade i Catalogue of Life.